# الرحمانية (البحيرة)
الرحمانية هي إحدى مدن محافظة البحيرة.
من أهم المعالم في الرحمانية قبر العالم العربي على بن النفيس مكتشف الدورة الدموية الصغرى كما يوجد بها قبر الصحابي محمد بن عدي بن حاتم الطائي وسيفه وعباءته[بحاجة لمصدر].

## تاريخ الرحمانية
بعد وصول الحملة الفرنسية إلى غرب مدينة الإسكندرية في 2 يوليو سنة 1798 م، زحفوا على المدينة واحتلوها في ذلك اليوم وبعد ذلك أخذ نابليون يزحف على القاهرة عن طريق دمنهور حيث استطاع ان يحتل مدينة رشيد في 6 يوليو ووصل إلى الرحمانية وهي قرية على النيل وفي تلك الأثناء كان المماليك يعدون جيشا لمواجهة الجيوش الفرنسية بقيادة مراد بك حيث التقي الجيشان بالقرب من شبراخيت يوم 13 يوليو سنة 1798 م إلا أن الجيش المملوكي هزم واضطر إلى التقهقر فرجع مراد بك إلى القاهرة والتقي كلا من الجيش الفرنسي والجيش المملوكي تارة أخرى في معركة إمبابة أو موقعة الأهرام حيث هزم جيش مراد بك مرة أخرى في هذه المعركة الفاصلة في 21 يوليو سنة 1798 ولكن تعدّ الرحمانية هي المعركة الأهم لأنها كانت الأولى والتي استعد لها المماليك بجيشهم أما معركة إمبابة فقد كان المماليك هارباً من جيش بونابرت حينما خاضوها.

## التقسيم الإداري
- قرية المجد
- قرية الكفر الجديد
- قرية منية سلامه
- قرية عزبة المجد
- قرية الأبريقجي
- قرية كفر محلة داود
- قريه بويط

## السكان
بلغ عدد سكان مركز ومدينة الرحمانية حسب الإحصاءات الرسمية 130,457 نسمة عام 2006